# دقيقات الأجنحة
سلبوجيات أو دقيقة الأجنحة أو زورابترا (الاسم العلمي: Zoraptera) وهي رتبة حشرات تشمل فصيلة واحدة فقط اسمها (Zorotypidae) والتي تحتوي على جنس واحد هو السلبوج من 39 نوعا، فضلا عن 9 أنواع منقرضة.